# アントーン・ロパーチン
アントーン・イヴァノヴィッチ・ロパーチン（ロシア語: Антон Иванович Лопатин, 1897年1月6日 - 1965年4月9日）は、ソ連の軍人。中将。ソ連邦英雄。

## 経歴
カーメンカ村（現ブレスト州）出身。
1918年から赤軍。1919年から共産党員。ロシア内戦時、第1騎兵軍の小隊長、騎兵中隊長として、白軍、干渉軍と戦う。戦後、騎兵中隊長、連隊長、学校長、騎兵連隊長補佐、連隊長を歴任する。1927年、指揮要員完全化課程を修了。1937年、騎兵師団長。
独ソ戦勃発時、狙撃軍団長を務め、後に第37軍司令官となり、ロストフ防衛作戦に参加した。1942年8月～9月、第62軍司令官としてスターリングラード攻防戦の緒戦にに参加。1942年10月～1943年と1943年3月から第11軍司令官。1944年1月～7月、第43軍副司令官。戦争末期、狙撃軍団長となり、バルトの解放、東プロシア作戦に参加した。ケーニヒスベルク占領の際の功績により、ソ連邦英雄の称号が授与された。後に、ザバイカル戦線に移り、日本軍と戦った（ソ連対日参戦）。
戦後、狙撃軍団を指揮し、管区本部の各職を歴任した。1947年、参謀本部軍事アカデミー附属高等学術課程を修了。1954年、予備役編入。

## パーソナル
ソ連邦英雄（1945年）。レーニン勲章3個、赤旗勲章3個、一等クトゥーゾフ勲章2個、赤星勲章を受章。